# Clément XII
Pour les articles homonymes, voir Corsini et Corsini (homonymie).
Lorenzo Corsini, né le 7 avril 1652 à Florence et mort le 6 février 1740 à Rome, est le 246e évêque de Rome, et donc pape de l’Église catholique qu'il gouverne de 1730 à 1740 sous le nom de Clément XII (en latin Clemens XII, en italien Clemente XII).

## Biographie

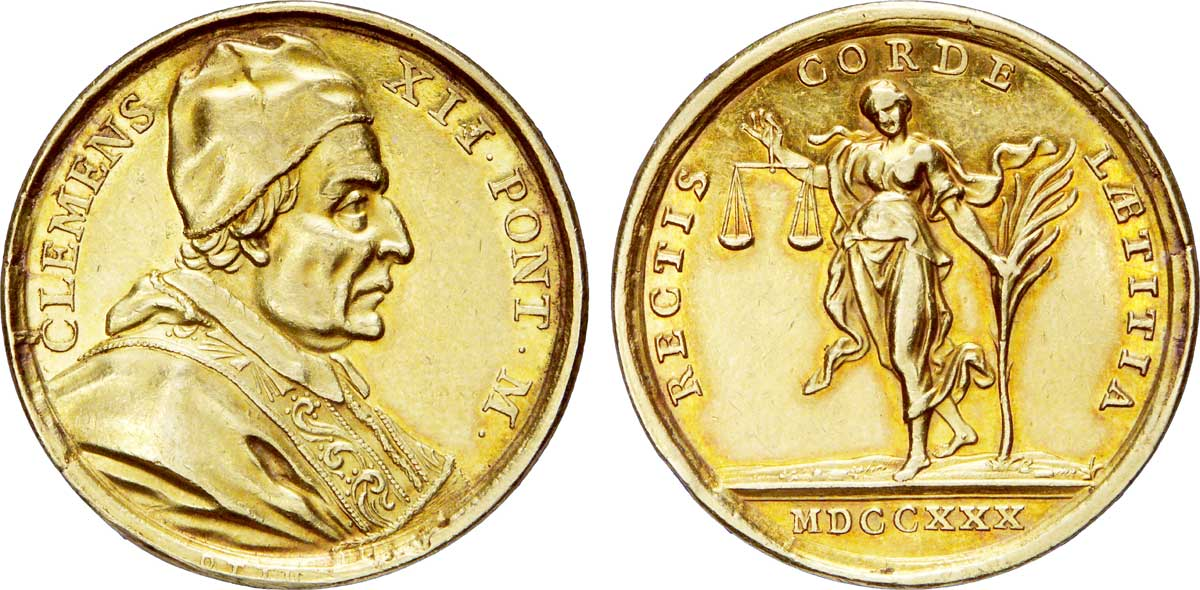
Médaille en or à l'effigie du pape Clément XII, 1730.

Il est issu d'une célèbre famille dont était membre saint André Corsini.
Après des études au 'Collegio romano' des Jésuites de Rome, Lorenzo Corsini obtient un doctorat en droit à l'université de Pise. Créé cardinal par Clément XI au titre de Santa Susanna et élu pape le 12 juillet 1730, succédant à Benoît XIII. Très âgé lors de son élection - il avait 78 ans - il devient presque totalement aveugle à partir de 1732 et paralysé. Cependant ses facultés intellectuelles intactes et un bon jugement sur les personnes lui font choisir un entourage compétent lui assurant un brillant pontificat.
Clément XII commence par atténuer la corruption de certains bénédictins, et il améliore l'efficacité du gouvernement des États pontificaux, bien qu'on lui ait reproché la création d'une loterie comme moyen de lever des fonds.
Dans ses rapports avec les puissances politiques de l'époque, Clément reçoit les mêmes humiliations que la plupart des papes de ce siècle. Le prestige de la papauté est en déclin. Son droit de suzerain sur Parme est ignoré, et les Bourbons s'allient avec les Habsbourg contre la papauté.
Il refuse de revenir sur la bulle Unigenitus condamnant le jansénisme et canonise Vincent de Paul (1737), un opposant irréductible des jansénistes.  Clément XII condamne également la franc-maçonnerie, en 1738, par la bulle In eminenti apostolatus specula. 
Il reçoit, par ailleurs, dans l'Église catholique un grand nombre de chrétiens coptes qui ont voulu abjurer le monophysisme.
Tout en soutenant le travail missionnaire en Extrême-Orient il renouvelle en 1735 la prohibition des rites chinois édictée par son prédécesseur Clément XI, tout en ouvrant une nouvelle enquête à ce sujet. 
Il continue la politique d'aménagement et modernisation de la ville de Rome initiée par ses prédécesseurs. On lui doit notamment la construction de la célèbre fontaine de Trévi, l’enrichissement de la bibliothèque vaticane et l'agrandissement du musée du Capitole et des musées du Vatican.
Il meurt le 6 février 1740 à 9 heures 30, au palais du Quirinal, de complications de la goutte. Il a 87 ans. Sa dépouille est inhumée le 20 juillet 1742 dans la chapelle Corsini de la basilique Saint-Jean-de-Latran. Son tombeau est l'œuvre des sculpteurs Maini et Monaldi.

## Bulles
(liste non exhaustive)
- du 7 des Calendes de juin 1736 - Pourvoit François Jules de Novy comme abbé de l'abbaye Notre-Dame de Valsaintes et qui était déjà en possession de l'abbaye Sainte-Marie de Villelongue[2].

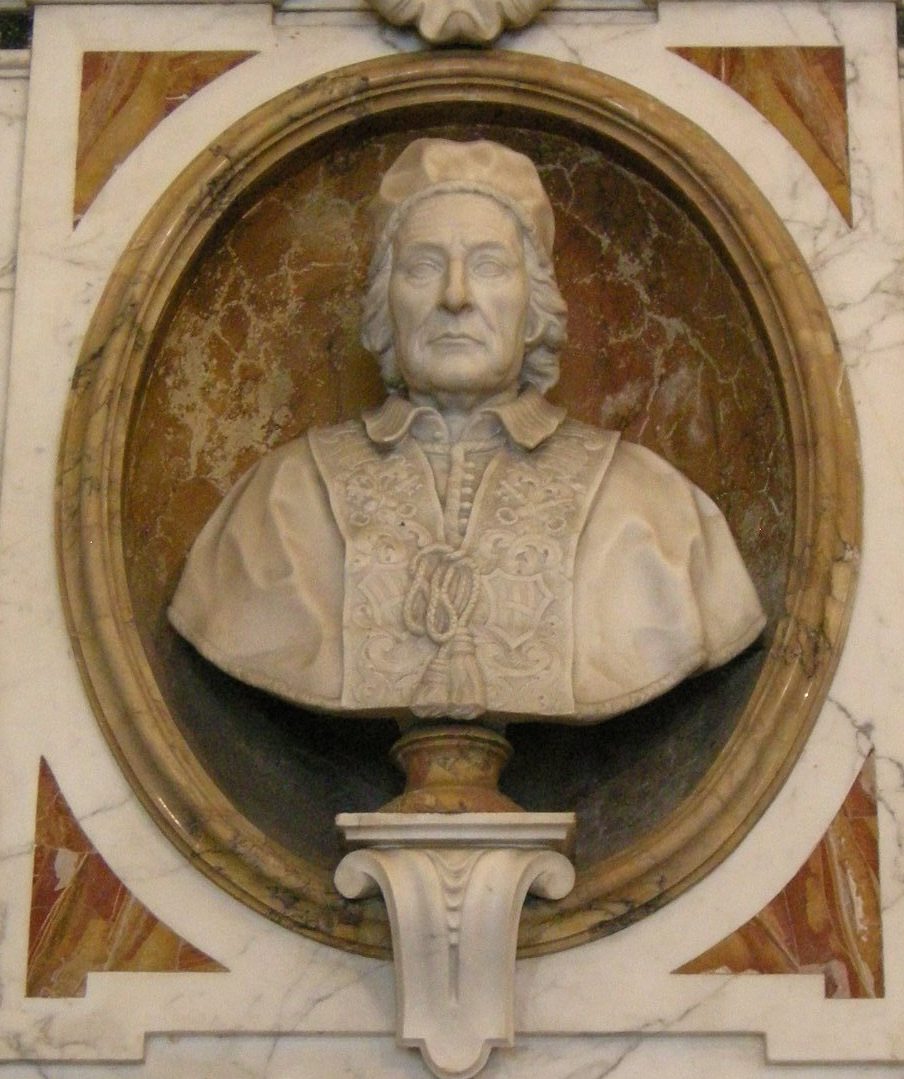
Buste de Clément XII par Girolamo Ticciati.